# Щуринська волость
Щуринська волость — історична адміністративно-територіальна одиниця Луцького повіту Волинської губернії Російської імперії. Волосний центр — село Щурин. 
Станом на 1885 рік складалася з 17 поселень об'єднаних у 10 сільських громад. Населення — 7221 осіб (3644 чоловічої статі та 3577 — жіночої), 427 дворових господарства.
Основні поселення волості:
- Щурин — колишнє власницьке село, за 35 верст від повітового міста; волосне правління; 260 осіб, 31 двір, православна церква, школа, вітряк. За 3 версти — німецька колонія Аполонія зі школою. За 9 верст — німецька колонія Станіславівка зі школою. За 10 верст — німецька колонія Романівка зі школою та шкіряним заводом. За 14 верст — німецька колонія Каролінок зі школою. За 15 верст — німецька колонія Романів зі школою. За 15 верст — німецька колонія Романівка зі школою. За 18 верст — німецька колонія Оленів зі школою.
- Вітоніж — колишнє власницьке село, 376 осіб, 42 двори, православна церква, школа, постоялий будинок, 2 водяні млини.
- Вічині — колишнє власницьке село, 260 осіб, 30 дворів, православна церква, постоялий будинок, водяний млин.
- Городині — колишнє власницьке село, 135 осіб, 16 дворів, православна церква, постоялий будинок.
- Доросині — колишнє власницьке село, 320 осіб, 39 дворів, православна церква.
- Малі Березолупи — колишнє власницьке село, 126 осіб, 16 дворів, православна церква, постоялий будинок.
- Раймісто — колишнє власницьке село, 130 осіб, 16 дворів, православна церква, постоялий будинок, водяний млин.
- Семеренки — колишнє власницьке село, 175 осіб, 20 дворів, православна церква, постоялий будинок.
- Хорохорин — колишнє власницьке село, 391 особа, 47 дворів, православна церква, 2 постоялі будинки.

## Під владою Польщі
18 березня 1921 року Західна Волинь відійшла до складу Польщі. Волость продовжувала існувати як ґміна Щужин Луцького повіту Волинського воєводства в тих же межах, що й за Російської імперії та Української держави.
1 січня 1925 р. село Малий Порськ вилучено з ґміни Щурин Луцького повіту і передано до ґміни Голоби Ковельського повіту.
1 квітня 1930 р. з ґміни Щужин до новоутвореної ґміни Княгининок передані села: Озденіж, Уляник I і Уляник II.
Польською окупаційною владою на території ґміни інтенсивно велася державна програма будівництва польських колоній і заселення поляками. На 1936 рік ґміна складалася з 40 громад:
1. Адамівка — колонії: Адамівка, Глинчі, Острів і Васовичі;
2. Баб'я — колонії: Баб'я і Аполонія;
3. Березолупи-Великі — село: Березолупи-Великі;
4. Березолупи-Малі — село: Березолупи-Малі, фільварок: Березолупи та колонії: Ясинівка і Кути;
5. Богушівка — село: Богушівка;
6. Хмільник — колонії: Хмільник і Бистриця;
7. Хоробрин-Північний — село: Хоробрин-Північний;
8. Хоробрин-Південний — село: Хоробрин-Південний та колонія: Курмань;
9. Доросині — село: Доросині та колонія: Громош;
10. Доросині-Нові — колонії: Доросині-Нові й Страхолин;
11. Геленів — колонія: Геленів;
12. Геленів — колонії: Мар'янівка-Хорохоринська, Матильдів і Михайлівка;
13. Городині — село: Городині;
14. Городинські-Будки — колонія: Городинські-Будки;
15. Ясинівка — село: Ясинівка та фільварок: Ясинівка;
16. Йозефіни — колонії: Йозефіни, Антонівка, Дубівка і Мар'янівка-Березолупська;
17. Камілівка — колонія: Камілівка;
18. Кияж — село: Кияж;
19. Краватка — село: Кроватка;
20. Курган — колонія: Курган;
21. Любче — село: Любче;
22. Мар'янівка-Богушівська — колонія: Мар'янівка-Богушівська;
23. Немир — село: Немир та колонії: Казимирівка і Переходи;
24. Невраж — село: Невраж;
25. Невільне — село: Невільне;
26. Вільшанів — колонії: Вільшанів, Анелівка, Емільянів, Кривуля, Романів II і Задіброва;
27. Ожджари — колонії: Ожджари, Доросині-Малі, Новини, Осташин і Ставки;
28. Раймісто — село: Раймісто та колонія: Ямне;
29. Романів — колонії: Романів I, Чорні-Лози, Францишківка, Однівка і Романівка;
30. Семеринки — село: Семеринки та колонія: Янів;
31. Станіславівка — колонії: Станіславівка, Цецилівка, Лібеншлодт, Полянка і Осика;
32. Щурин — село: Щурин;
33. Трилісці — село: Трилісці;
34. Тристень — село: Тристень та колонії: Людмилівка і Володимирівка;
35. Тихатинь — село: Тихатинь та колонії: Романівка-Велика і Судилівка;
36. Вічині — село: Вічині;
37. Вітоніж — село: Вітоніж;
38. Заострів — колонії: Заострів, Діброва і Вічині-Нові;
39. Зубильне — село: Зубильне;
40. Жичинок — колонії: Жичинок, Богушівка, Броніславівка, Каролінівка, Владиславівка, Зубильне і Жичинок.

Адміністративний центр ґміни було перенесено в село Березолупи-Великі.
Після радянської анексії західноукраїнських земель ґміна Щужин ліквідована у зв'язку з утворенням Березолупського (Мар'янівського) району.